# مارموست معمولی
مارموست معمولی (نام علمی: Callithrix jacchus) میمون برجدید
و گونه‌ای از سرده مارموست است.این میمون ابتدا در ساحل شرقی برزیل در ایالت‌های پیاوی،پارائیبا،سئارا،ریو گرانده شمالی،پرنامبوکو،آلاگواس و باهیا زندگی می‌کرد. از طریق آزادسازی میمون‌هایِ اسیر (هم عمدی و هم غیرعمدی) ،آن‌ها از دههٔ ۱۹۲۰ در جنوب شرقی برزیل گسترش یافته (اولین بار در ۱۹۲۹ در ریودوژانیرو دیده شدند) و از گونه‌های مهاجم آنجا شدند و نگرانی‌هایی در مورد آلودگی ژنتیکی گونه‌های مشابه مثل مارموست کاکل‌نخودی و یا حمله به لانل پرندگان و تخم‌های آن‌ها افزایش یافت.